# Livio Forma
Livio Forma (Aosta, 30 novembre 1942 – Aosta, 16 aprile 2015) è stato un giornalista e radiocronista sportivo italiano.

## Biografia
Ha ricoperto la carica di redattore del TG3 sin dal 1979, anno di debutto del telegiornale, per poi passare all'attività radiofonica. Nel 1985 entrò nella redazione di Tutto il calcio minuto per minuto (in realtà, la sua prima radiocronaca fu il 7 febbraio 1982 in Cremonese-Varese di Serie B), divenendo una delle voci principali della trasmissione, terzo in scaletta dopo Riccardo Cucchi e Bruno Gentili.
Il 5 maggio 2002, dal Friuli di Udine, annunciò in diretta lo scudetto della Juventus. L'anno successivo raccontò il derby di Milano, tra Inter e Milan, valevole per l'accesso alla finale di Champions League.
Ha raccontato in coppia con Riccardo Cucchi la finale di Champions League 2007, disputata ad Atene e vinta 2-1 dal Milan sul Liverpool.
Fu anche al seguito dell'Under-21 azzurro in occasione dei successi agli Europei di categoria. È stato inviato di Radio Rai per 5 edizioni dei campionati mondiali e 8 delle Olimpiadi (estive ed invernali).
Raggiunta l'età di pensionamento, ha continuato a far parte della redazione di Tutto il calcio minuto per minuto sino alla conclusione del campionato 2011-12 oltre a rappresentare la prima voce per l'edizione del sabato (quest'ultima dedicata alla serie cadetta).
È morto il 16 aprile 2015, all'età di 72 anni, per un tumore. L'annuncio della sua morte fu dato da Rai Radio 1 durante la trasmissione delle gare di Europa League di quella sera; i colleghi che in quel momento erano impegnati nelle radiocronache delle partite lo ricordarono più volte durante la trasmissione.